# Golden Gate Park

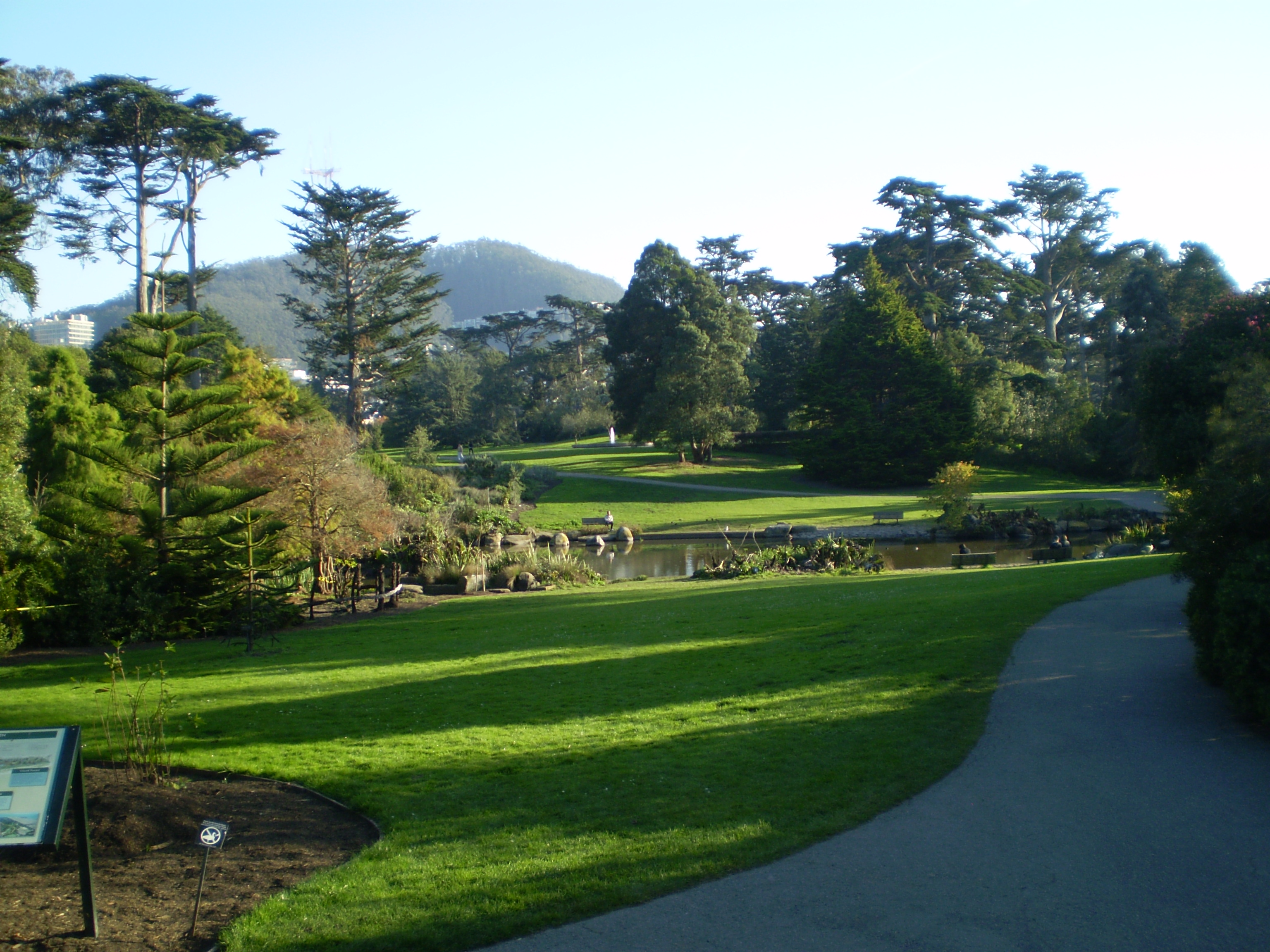
Teil des Golden Gate Parks

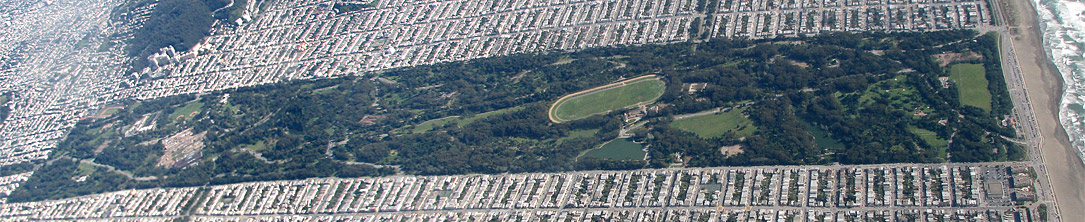
Luftbild der Parkanlage

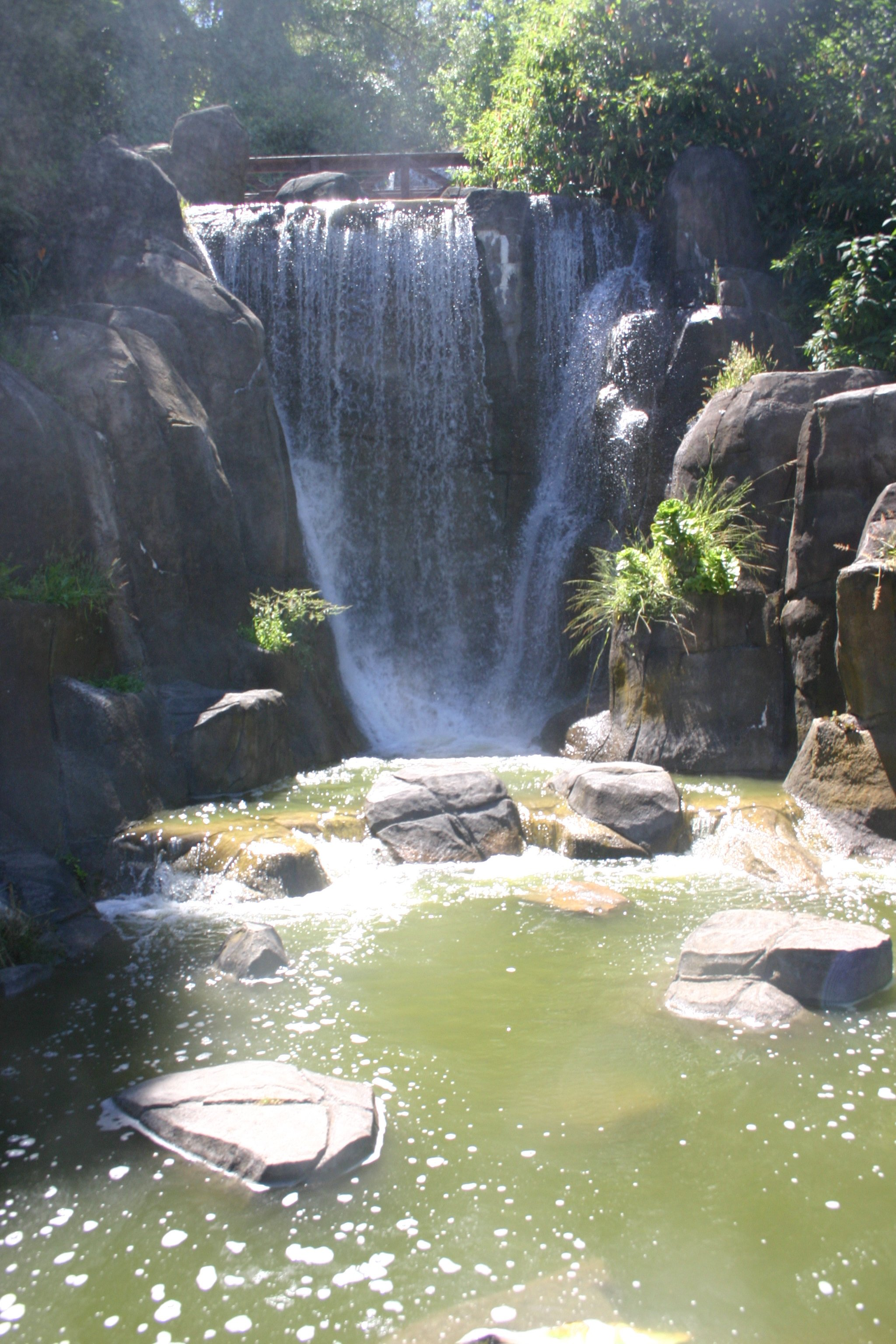
Künstlicher Wasserfall im Golden Gate Park

Der Golden Gate Park in San Francisco ist einer der größten innerstädtischen Parks der Welt. Mit seinen 4,1 Quadratkilometern (fünf Kilometer lang und 800 Meter breit) ist er größer als der Central Park in New York. Der sich vom Pazifik nach Osten erstreckende Park liegt im Westen der Stadt inmitten ausgedehnter Wohngebiete, rund sechs Kilometer vom Zentrum entfernt.
Der rechteckige Stadtpark wurde von William Hammond Hall in den 1860er-Jahren geplant und in den 1870ern auf Land gebaut, das man für unbewohnbar hielt. Durch aufwändige landschaftsgestalterische Einbauten wie künstliche Wasserläufe, einen Wasserfall und Seen, deren größter der Stow-See ist, wurde eine naturnahe Szenerie modelliert. Für die Versorgung der neu angelegte Gewässer wurde 1902 der Bau von zwei Windmühlen im niederländischen Stil beschlossen (Dutch Windmill – 1903; Restaurierung 1981 beendet – und die Murphy Windmill – 1908; Restaurierung 2002–2012).
Im Jahr 1969 plante die Band The Rolling Stones ein großes kostenloses Konzert im Park. Die Stadt San Francisco erlaubte dies jedoch wegen der Befürchtung mutwilliger Zerstörungen und unklarer Haftungsverhältnisse nicht und das Konzert mit etwa 300.000 Besuchern fand dann schließlich auf dem Altamont Speedway statt.
Im Park sind mehrere Sehenswürdigkeiten der Stadt beheimatet, so zum Beispiel das De Young Museum oder das Conservatory of Flowers, ein im viktorianischen Stil erbautes Gewächshaus. Als weitere Attraktionen beherbergt der Park den japanischen Teegarten, den San Francisco Botanical Garden und die California Academy of Sciences. Makoto Hagiwara, ein japanischer Gärtner, der von 1895 bis 1925 offizieller Verwalter des Teegartens war, wird gelegentlich als Erfinder der weltbekannten Glückskekse genannt.
Im Park gibt es eine Kopie der Golden Gate Bridge. Das berühmte Wahrzeichen San Franciscos befindet sich allerdings mehrere Kilometer nördlich des Golden Gate Parks.